# كوبا أمريكا 2015
بطولة أمريكا الجنوبية لكرة القدم كوبا أمريكا 2015 معروفة ببساطة باسم كوبا أمريكا 2015، كانت النسخة الرابعة والأربعون من كوبا أمريكا، بطولة كرة القدم الرئيسية للمنتخبات الوطنية في أمريكا الجنوبية. المسابقة سينظمها كونميبول الهيئة المسؤولة عن تنظيم لعبة كرة القدم في القارة. مستضيف البطولة هو تشيلي، وسوف تقام المسابقة من 11 يونيو وحتى 4 يوليو 2015. ستدافع الأوروغواي عن لقبها. تنافس 12 فريق على البطولة، 10 منهم أعضاء في كونميبول، و2 كضيوف من الكونكاكاف (المكسيك، وجامايكا).
فاز منتخب تشيلي صاحب الأرض بالبطولة على منتخب الأرجنتين ونال حق المنافسة على كأس القارات 2017 التي تستضيفها روسيا.

## البلد المستضيف
كان من المقرر بالأصل أن تكون البرازيل هي البلد المستضيف حسب ما كان مقترح من قبل اتحاد البرازيل لكرة القدم في فبراير 2011، بسبب نظام كونميبول المتبع حيث تكون الاستضافة بالترتيب الأبجدي لأسماء الدول. على كلٍ، بسبب تنظيم مسابقة كأس القارات 2013، وكأس العالم 2014، وبالإضافة إلى الألعاب الأولمبية الصيفية 2016 التي تقرر استضافتها بالدولة، فقد قررت البرازيل عدم استضافة مسابقة كوبا أمريكا 2015. ذكر رئيس اتحاد كونميبول عن احتمالية إقامة المسابقة في المكسيك (بالرغم من أنها ليست عضو في كونميبول) كجزء من احتفالات الذكرى المئوية للاتحاد. تناقش اتحادا البرازيل وتشيلي عن فكرة تبادل ترتيب الاستضافة، بأن تكون تشيلي المستضيفة للمسابقة بعام 2015 والبرازيل بعام 2019. تم تبادل أدوار الاستضافة بشكل رسمي في 2012.

## الملاعب
سوف يكون هنالك تسعة ملاعب مختلفة بثمان مدن تم تخصيصها للمسابقة. معظم الملاعب تم تجديدها أو إعادة بناءها.
| أنتوفاغاستا               | أنتوفاغاستا               | أنتوفاغاستا كونثبثيون لا سيرينا رانكاغوا سانتياغو تيموكو فالبارايسو فينيا ديل ماركوبا أمريكا 2015 (تشيلي) | لا سيرينا          |
| ------------------------- | ------------------------- | --- | ------------------ |
| ملعب إقليم دي انتوفاغاستا | ملعب إقليم دي انتوفاغاستا | أنتوفاغاستا كونثبثيون لا سيرينا رانكاغوا سانتياغو تيموكو فالبارايسو فينيا ديل ماركوبا أمريكا 2015 (تشيلي) | ملعب لا بورتادا    |
| السعة: 21,178             | السعة: 21,178             | أنتوفاغاستا كونثبثيون لا سيرينا رانكاغوا سانتياغو تيموكو فالبارايسو فينيا ديل ماركوبا أمريكا 2015 (تشيلي) | السعة: 18,268      |
|                           |                           | أنتوفاغاستا كونثبثيون لا سيرينا رانكاغوا سانتياغو تيموكو فالبارايسو فينيا ديل ماركوبا أمريكا 2015 (تشيلي) |                    |
| فينيا ديل مار             | فينيا ديل مار             | أنتوفاغاستا كونثبثيون لا سيرينا رانكاغوا سانتياغو تيموكو فالبارايسو فينيا ديل ماركوبا أمريكا 2015 (تشيلي) | فالبارايسو         |
| ملعب ساوساليتو            | ملعب ساوساليتو            | أنتوفاغاستا كونثبثيون لا سيرينا رانكاغوا سانتياغو تيموكو فالبارايسو فينيا ديل ماركوبا أمريكا 2015 (تشيلي) | ملعب إلياس فيغيروا |
| السعة: 25,000             | السعة: 25,000             | أنتوفاغاستا كونثبثيون لا سيرينا رانكاغوا سانتياغو تيموكو فالبارايسو فينيا ديل ماركوبا أمريكا 2015 (تشيلي) | السعة: 23,000      |
|                           |                           | أنتوفاغاستا كونثبثيون لا سيرينا رانكاغوا سانتياغو تيموكو فالبارايسو فينيا ديل ماركوبا أمريكا 2015 (تشيلي) |                    |
| سانتياغو                  | سانتياغو                  | أنتوفاغاستا كونثبثيون لا سيرينا رانكاغوا سانتياغو تيموكو فالبارايسو فينيا ديل ماركوبا أمريكا 2015 (تشيلي) | رانكاغوا           |
| الملعب الوطني             | ملعب أريانو ديفيد الأثري  | أنتوفاغاستا كونثبثيون لا سيرينا رانكاغوا سانتياغو تيموكو فالبارايسو فينيا ديل ماركوبا أمريكا 2015 (تشيلي) | ملعب آيل تنينتي    |
| السعة: 48,665             | السعة: 47,347             | أنتوفاغاستا كونثبثيون لا سيرينا رانكاغوا سانتياغو تيموكو فالبارايسو فينيا ديل ماركوبا أمريكا 2015 (تشيلي) | السعة: 15,252      |
|                           |                           | أنتوفاغاستا كونثبثيون لا سيرينا رانكاغوا سانتياغو تيموكو فالبارايسو فينيا ديل ماركوبا أمريكا 2015 (تشيلي) |                    |
| كونثبثيون                 | كونثبثيون                 | أنتوفاغاستا كونثبثيون لا سيرينا رانكاغوا سانتياغو تيموكو فالبارايسو فينيا ديل ماركوبا أمريكا 2015 (تشيلي) | تيموكو             |
| ملعب دي كونسبسيون         | ملعب دي كونسبسيون         | أنتوفاغاستا كونثبثيون لا سيرينا رانكاغوا سانتياغو تيموكو فالبارايسو فينيا ديل ماركوبا أمريكا 2015 (تشيلي) | ملعب جيرمان بيكر   |
| السعة: 33,000             | السعة: 33,000             | أنتوفاغاستا كونثبثيون لا سيرينا رانكاغوا سانتياغو تيموكو فالبارايسو فينيا ديل ماركوبا أمريكا 2015 (تشيلي) | السعة: 18,125      |
|                           |                           | أنتوفاغاستا كونثبثيون لا سيرينا رانكاغوا سانتياغو تيموكو فالبارايسو فينيا ديل ماركوبا أمريكا 2015 (تشيلي) |                    |

## الفرق

خارطة لمنتخبات كرة القدم المشاركة في كوبا أمريكا 2015.

كان من المتوقع أن يكون عدد الفرق المشاركة في كوبا أمريكا 2015 ستة عشر فريق، عشر فرق من اتحاد كونميبول، وستة فرق من اتحاد كونكاكاف لتكون بديلة لمسابقة كأس كونكاكاف الذهبية.
تم توجيه الدعوة لكل من المكسيك واليابان للانضمام إلى دول أمريكا الجنوبية العشرة الأعضاء في اتحاد كونميبول. رفضت اليابان الدعوة، ودعيت الصين بدلاً منها. لكنها انسحبت لاحقًا بسبب تصفيات كأس العالم 2018 التي ستقام بنفس الوقت. تم الإعلان في مايو 2014 أن اتحاد جامايكا لكرة القدم قد قبل دعوة المشاركة.
| تشيلي (مستضيف) | جامايكا (مدعو) | الأوروغواي (حامل اللقب) |
| الأرجنتين      | كولومبيا       | باراغواي                |
| بوليفيا        | الإكوادور      | بيرو                    |
| البرازيل       | المكسيك (مدعو) | فنزويلا                 |

## القرعة

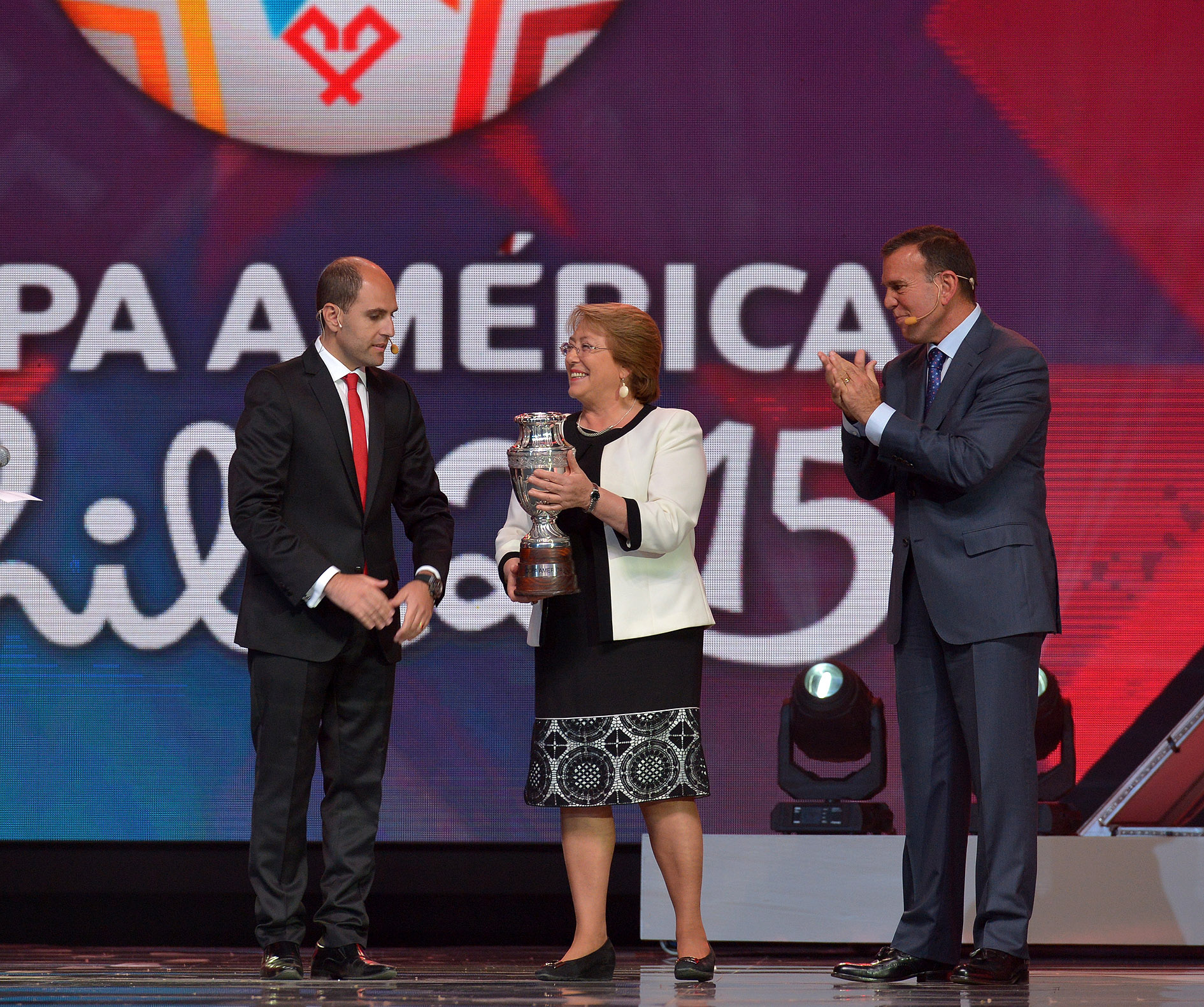
مشاركة رئيس جمهورية تشيلي ميشال باشيلي بقرعة كوبا أمريكا 2015

كان من المقرر أن تعقد القرعة يوم 27 أكتوبر 2014 في فينيا دل مار. لكنها تأجلت إلى 24 نوفمبر من نفس السنة. وضعت القرعة الفرق المشاركة وهي 12 فريق بثلاث من أربع مجموعات.
أعلن كونميبول عن جدول تصنيف الفرق المشاركة في 10 نوفمبر 2014. شمل التصنيف 1 الفريق المستضيف تشيلي (يتم تعيينه مباشرة كرأس مجموعة في المجموعة أ)، بالإضافة إلى الأرجنتين، والبرازيل. الفرق المتبقية وهي 9 تم وضعهم في التصنيفات الثلاث الأخرى بناءً على ترتيبهم في تصنيف الفيفا كما جاء بتاريخ 23 أكتوبر 2014 (تجده بالجدول أدناه). كشف اتحاد كونميبول في 23 نوفمبر 2014، عن أن الأرجنتين سوف تحتل مركز رأس المجموعة ب، والبرازيل رأس المجموعة ج.
| التصنيف 1                                            | التصنيف 2                                    | التصنيف 3                                  | التصنيف 4                                    |
| ---------------------------------------------------- | -------------------------------------------- | ------------------------------------------ | -------------------------------------------- |
| تشيلي (13) (المستضيف) · الأرجنتين (2) · البرازيل (6) | كولومبيا (3) · الأوروغواي (8) · المكسيك (17) | الإكوادور (27) · بيرو (54) · باراغواي (76) | فنزويلا (85) · بوليفيا (103) · جامايكا (113) |

### مواعيد مراحل المسابقة

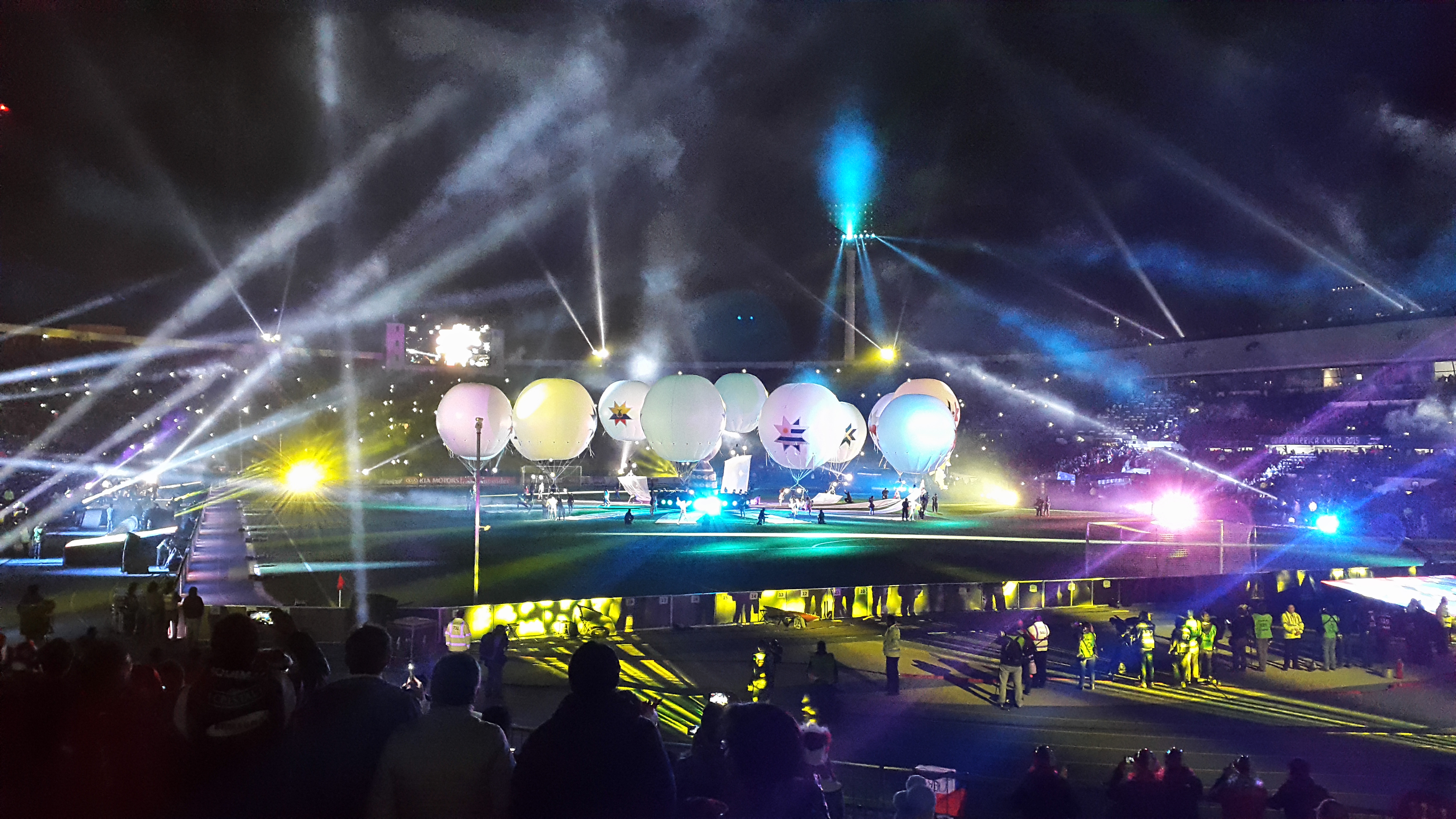
مراسم الحفل الافتتاحي لمسابقة كوبا أمريكا، قبيل مباراة تشيلي والإكوادور 11 يونيو 2015

تم الإعلان عن جميع مواعيد مراحل البطولة بشكل رسمي من قبل منظمين المسابقة بتاريخ 11 نوفمبر 2014.
| المرحلة             | المواعيد            |
| ------------------- | ------------------- |
| مرحلة المجموعات     | من 11 وحتى 21 يونيو |
| ربع النهائي         | من 24 وحتى 27 يونيو |
| نصف النهائي         | من 29 وحتى 30 يونيو |
| تحديد المركز الثالث | 3 يوليو             |
| النهائي             | 4 يوليو             |

## قوائم اللاعبين
سوف يكون لكل منتخب مشارك 23 لاعب بالقائمة النهائية (ثلاثة منهم يجب أن يكونوا حراس مرمى)، والتي يجب أن تقدم قبل الموعد الأخير من 1 يونيو 2015.
من الممكن أن يسبب نهائي دوري أبطال أوروبا 2015 المقرر إقامته بتاريخ 6 يونيو مشاكل للاعبي أمريكا الجنوبية الذين ينشطون في أوروبا وتم استدعائهم من قبل منتخبات بلادهم للعب في كوبا أمريكا 2015 والمقرر إقامتها بتاريخ 11 يونيو، حيث أن نظام الاتحاد الدولي لكرة القدم يُلزم الأندية أن تتخلى عن لاعبيها قبل 14 يوم من بداية أي بطولة دولية، والذي يعني أنه من الممكن ألا تستطيع الأندية استدعاء هولاء اللاعبين للمباراة النهائية. إذا ما تم السماح للاعبين بلعب المباراة النهائية، فهذا يعني أنه سيكون لديهم أقل من خمسة أيام فقط للالتحاق بمنتخبات بلادهم.

### الانضباط
اللاعبون الذين تمت معاقبتهم في المسابقة بالجدول أدناه:
| اللاعب         | المنتخب    | الحدث                                                                    | العقوبة                                                            |
| -------------- | ---------- | ------------------------------------------------------------------------ | ------------------------------------------------------------------ |
| لويس سواريز    | الأوروغواي | عض جورجيو كيليني ضد إيطاليا (كأس العالم 2014)                            | عدم اللعب بجميع أدوار المسابقة                                     |
| نيمار          | البرازيل   | طرد مباشر ضد كولومبيا (17 يونيو)                                         | أربع مباريات (المسابقة كاملة)                                      |
| كارلوس باكا    | كولومبيا   | طرد مباشر ضد البرازيل (17 يونيو)                                         | استبعاد لمباراتين أمام بيرو (21 يونيو)، وأمام الأرجنتين (26 يونيو) |
| ريتشارد أورتيز | باراغواي   | لتلقيه إنذارين، في الجولة الأولى (13 يونيو)، والجولة الثالثة (20 يونيو)  | استبعاد لمباراة واحدة أمام البرازيل (27 يونيو)[A]                  |
| ألفارو بيريرا  | الأوروغواي | لتلقيه إنذارين، في الجولة الثانية (16 يونيو)، والجولة الثالثة (20 يونيو) | استبعاد لمباراة واحدة أمام تشيلي (24 يونيو)[A]                     |
| يوسبمير بايون  | بيرو       | لتلقيه إنذارين، في الجولة الثانية (18 يونيو)، والجولة الثالثة (21 يونيو) | استبعاد لمباراة واحدة أمام بوليفيا (25 يونيو)[A]                   |
| كارلوس سانشيز  | كولومبيا   | لتلقيه إنذارين، في الجولة الأولى (14 يونيو)، والجولة الثالثة (21 يونيو)  | استبعاد لمباراة واحدة أمام الأرجنتين (26 يونيو)[A]                 |
| كارلوس لوباتون | بيرو       | لتلقيه إنذارين، في الجولة الثانية (18 يونيو)، والجولة الثالثة (21 يونيو) | استبعاد لمباراة واحدة أمام بوليفيا (25 يونيو)[A]                   |

ملاحظات
1. ^ حسب قوانين المسابقة فإنه بحال تلقي أي لاعب إنذارين في مباراتين مختلفتين فإنه يستعبد مباشرة بالمباراة التي تليها.[27]

## الحكام

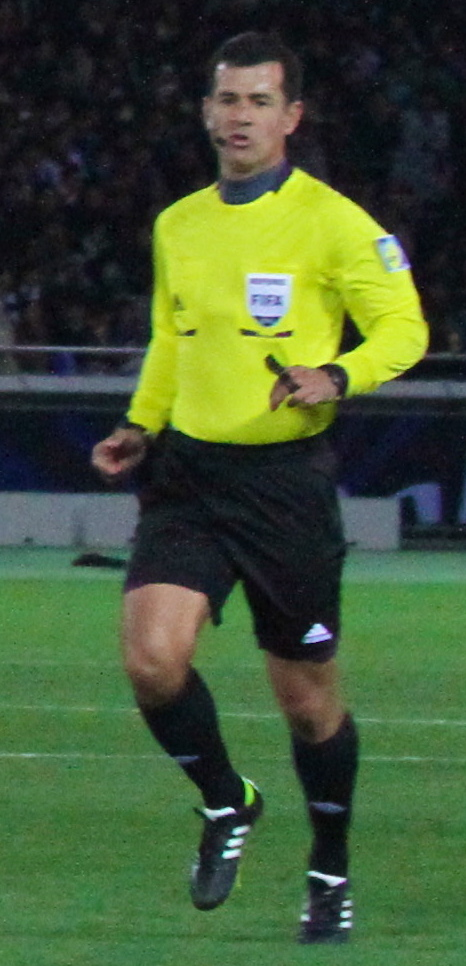
كارلوس فيرا تم اختياره كواحد من حكام هذه المسابقة

مصدر:
| الدولة    | الحكم                                      | الحكام المساعدين                             | مباريات قام بإدارتها                                                                                            |
| --------- | ------------------------------------------ | -------------------------------------------- | --- |
| الأرجنتين | نيستور بيتانا                              | هيرنان مايدانا خوان بابلو بيلاتي             | (المجموعة أ) تشيلي × الإكوادور (المجموعة ج) كولومبيا × بيرو                                                     |
| بوليفيا   | راؤول أورسكو                               | خافيير بوستيوس خوان بابلو مونتانو            | (المجموعة ج) بيرو × فنزويلا                                                                                     |
| البرازيل  | ساندرو ريتشي                               | ايمرسون دي كارفالو فابيو بيريرا              | (المجموعة ب) الأرجنتين × أوروغواي                                                                               |
| تشيلي     | إنريكي أوسيس خورخي أوسيريو خوليو باسكونيان | كارلوس أستروزا مارسيلو بارازا راؤول أوريلانا | أوسيس-أستروزا-بارازا (المجموعة ج) البرازيل × كولومبيا باسكونيان-أستروزا-بارازا (المجموعة ب) الأرجنتين × جامايكا |
| كولومبيا  | ويلمار رولدان                              | أليكساندر غوزمان كريستيان دي لا كروز         | (المجموعة ب) الأرجنتين × باراغواي                                                                               |
| الإكوادور | كارلوس فيرا                                | كريستيان ليسيانو بيرون روميرو                | (المجموعة ب) باراغواي × جامايكا                                                                                 |
| باراغواي  | إنريكي كاسيرس                              | رودني أكينو كارلوس كاسيرس                    | (المجموعة أ) المكسيك × بوليفيا (المجموعة ج) البرازيل × فنزويلا                                                  |
| بيرو      | فيكتور هوغو كاريو                          | سيزار إسكانو جوني بوسيو                      | (المجموعة أ) تشيلي × المكسيك                                                                                    |
| أوروغواي  | أندريس كونيا                               | ماوريسيو إسبينوزا كارلوس باستورينو           | (المجموعة أ) تشيلي × بوليفيا (المجموعة ج) كولومبيا × فنزويلا                                                    |
| فنزويلا   | خوسيه أرغوتي                               | خورخي أوريغو خايرو روميرو                    | (المجموعة أ) المكسيك × الإكوادور (المجموعة ب) أوروغواي × جامايكا                                                |
| السلفادور | جويل أغويلار                               | غارنت بيج ريكاردو مورغان                     | (المجموعة أ) الإكوادور × بوليفيا                                                                                |
| المكسيك   | روبرتو غارسيا أوروزكو                      | خوسي لويس كامارغو مارفن تورينتا              | (المجموعة ب) أوروغواي × باراغواي (المجموعة ج) البرازيل × بيرو                                                   |

## مرحلة المجموعات
تم الإعلان عن جدول مباريات مرحلة المجموعات في 11 نوفمبر 2014.
مرحلة المجموعات هي عبارة عن ثلاث مجموعات مقسمة، وتحتوي كل مجموعة على أربع فرق بحيث يكون المجموع 12 فريق. كل فريق يلعب ثلاث مباريات مع الفرق التي بنفس مجموعته. ويكسب على كل فوز ثلاث نقاط، ونقطة على كل تعادل، ولا شيء على كل خسارة. يتأهل بطل ووصيف كل مجموعة وأفضل اثنان من أصحاب المركز الثالث إلى مرحلة خروج المغلوب.

### المجموعة أ
| م | الفريق    | لعب | ف | ت | خ | أ.له | أ.ع | أ.ف | نقاط | التأهل                 |   | تشيلي | بوليفيا | الإكوادور | المكسيك |
| - | --------- | --- | - | - | - | ---- | --- | --- | ---- | ---------------------- | - | ----- | ------- | --------- | ------- |
| 1 | تشيلي (H) | 3   | 2 | 1 | 0 | 10   | 3   | +7  | 7    | يتأهل إلى خروج المغلوب |   | —     | 5–0     | 2–0       | 3–3     |
| 2 | بوليفيا   | 3   | 1 | 1 | 1 | 3    | 7   | −4  | 4    | يتأهل إلى خروج المغلوب |   | —     | —       | —         | —       |
| 3 | الإكوادور | 3   | 1 | 0 | 2 | 4    | 6   | −2  | 3    |                        |   | —     | 2–3     | —         | —       |
| 4 | المكسيك   | 3   | 0 | 2 | 1 | 4    | 5   | −1  | 2    |                        | — | 0–0   | 1–2     | —         |         |

### المجموعة ب
| م | الفريق     | لعب | ف | ت | خ | أ.له | أ.ع | أ.ف | نقاط | التأهل                 |  | الأرجنتين | باراغواي | الأوروغواي | جامايكا |
| - | ---------- | --- | - | - | - | ---- | --- | --- | ---- | ---------------------- |  | --------- | -------- | ---------- | ------- |
| 1 | الأرجنتين  | 3   | 2 | 1 | 0 | 4    | 2   | +2  | 7    | يتأهل إلى خروج المغلوب |  | —         | 2–2      | 1–0        | 1–0     |
| 2 | باراغواي   | 3   | 1 | 2 | 0 | 4    | 3   | +1  | 5    | يتأهل إلى خروج المغلوب |  | —         | —        | —          | 1–0     |
| 3 | الأوروغواي | 3   | 1 | 1 | 1 | 2    | 2   | 0   | 4    | يتأهل إلى خروج المغلوب |  | —         | 1–1      | —          | 1–0     |
| 4 | جامايكا    | 3   | 0 | 0 | 3 | 0    | 3   | −3  | 0    |                        |  | —         | —        | —          | —       |

### المجموعة ج
| م | الفريق   | لعب | ف | ت | خ | أ.له | أ.ع | أ.ف | نقاط | التأهل                 |  | البرازيل | بيرو | كولومبيا | فنزويلا |
| - | -------- | --- | - | - | - | ---- | --- | --- | ---- | ---------------------- |  | -------- | ---- | -------- | ------- |
| 1 | البرازيل | 3   | 2 | 0 | 1 | 4    | 3   | +1  | 6    | يتأهل إلى خروج المغلوب |  | —        | 2–1  | 0–1      | 2–1     |
| 2 | بيرو     | 3   | 1 | 1 | 1 | 2    | 2   | 0   | 4    | يتأهل إلى خروج المغلوب |  | —        | —    | —        | 1–0     |
| 3 | كولومبيا | 3   | 1 | 1 | 1 | 1    | 1   | 0   | 4    | يتأهل إلى خروج المغلوب |  | —        | 0–0  | —        | 0–1     |
| 4 | فنزويلا  | 3   | 1 | 0 | 2 | 2    | 3   | −1  | 3    |                        |  | —        | —    | —        | —       |

### ترتيب فرق المركز الثالث
| م | مج | الفريق     | لعب | ف | ت | خ | أ.له | أ.ع | أ.ف | نقاط | التأهل                 |
| - | -- | ---------- | --- | - | - | - | ---- | --- | --- | ---- | ---------------------- |
| 1 | ب  | الأوروغواي | 3   | 1 | 1 | 1 | 2    | 2   | 0   | 4    | يتأهل إلى خروج المغلوب |
| 2 | ج  | كولومبيا   | 3   | 1 | 1 | 1 | 1    | 1   | 0   | 4    | يتأهل إلى خروج المغلوب |
| 3 | أ  | الإكوادور  | 3   | 1 | 0 | 2 | 4    | 6   | −2  | 3    |                        |

## مرحلة خروج المغلوب
في مرحلة خروج المغلوب، لعبت الفرق الثمان المتأهلة نظام الإقصاء الفردي، بالإضافة إلى القوانين التالية:
- في دور ربع النهائي ونصف النهائي ومباراة المركز الثالث، إذا كانت النتيجة تعادل بعد 90 دقيقة تم اللجوء إلى ركلات الجزاء الترجيحية لتحديد المتأهل (لن يستخدم الوقت الإضافي في هذه المراحل).
- في النهائي، إذا كانت النتيجة تعادل بعد 90 دقيقة يتم تمديد المباراة 30 دقيقة كوقت إضافي، وإذا استمرت المباراة بنتيجة التعادل فيتم اللجوء إلى ركلات الجزاء الترجيحية لتحديد البطل.

|  | ربع النهائي              | ربع النهائي          |                     |          | نصف النهائي   | نصف النهائي   |  |  | النهائي             | النهائي |
|  |                          |                      |                     |          |               |               |  |  |                     |         |
|  | 24 يونيو - سانتياغو      |                      |                     |          |               |               |  |  |                     |         |
|  |                          |                      |                     |          |               |               |  |  |                     |         |
|  | تشيلي                    | 1                    |                     |          |               |               |  |  |                     |         |
|  | تشيلي                    | 1                    | 29 يونيو - سانتياغو |          |               |               |  |  |                     |         |
|  | الأوروغواي               | 0                    |                     |          |               |               |  |  |                     |         |
|  | الأوروغواي               | 0                    | تشيلي               | 2        |               |               |  |  |                     |         |
|  | 25 يونيو - تيموكو        |                      | تشيلي               | 2        |               |               |  |  |                     |         |
|  |                          | بيرو                 | 1                   |          |               |               |  |  |                     |         |
|  | بوليفيا                  | بيرو                 | 1                   | 1        |               |               |  |  |                     |         |
|  | بوليفيا                  |                      | 4 يوليو - سانتياغو  | 1        |               |               |  |  |                     |         |
|  | بيرو                     | 3                    |                     |          |               |               |  |  |                     |         |
|  | بيرو                     | 3                    | تشيلي               | 0 (4)    |               |               |  |  |                     |         |
|  | 26 يونيو - فينيا ديل مار |                      | تشيلي               | 0 (4)    |               |               |  |  |                     |         |
|  |                          | الأرجنتين            | 0 (1)               |          |               |               |  |  |                     |         |
|  | الأرجنتين (ج.)           | الأرجنتين            | 0 (1)               | 0 (5)    |               |               |  |  |                     |         |
|  | الأرجنتين (ج.)           | 30 يونيو - كونثبثيون |                     | 0 (5)    |               |               |  |  |                     |         |
|  | كولومبيا                 | 0 (4)                |                     |          |               |               |  |  |                     |         |
|  | كولومبيا                 | 0 (4)                | الأرجنتين           | 6        | المركز الثالث | المركز الثالث |  |  |                     |         |
|  | 27 يونيو - كونثبثيون     |                      | الأرجنتين           | 6        | المركز الثالث | المركز الثالث |  |  |                     |         |
|  |                          | باراغواي             | 1                   |          |               |               |  |  |                     |         |
|  | البرازيل                 | باراغواي             | 1                   | 1 (3)    | بيرو          | 2             |  |  |                     |         |
|  | البرازيل                 |                      |                     | 1 (3)    | بيرو          | 2             |  |  |                     |         |
|  | باراغواي (ج.)            | 1 (4)                |                     | باراغواي | 0             |               |  |  |                     |         |
|  | باراغواي (ج.)            | 1 (4)                |                     |          | 0             |               |  |  |                     |         |
|  |                          |                      |                     |          |               |               |  |  | 3 يوليو - كونثبثيون |         |
|  |                          |                      |                     |          |               |               |  |  |                     |         |

### ربع النهائي
| تشيلي     | 1–0   | الأوروغواي |
| --------- | ----- | ---------- |
| إيسلا 81' | تقرير |            |

| بوليفيا                    | 1–3   | بيرو                 |
| -------------------------- | ----- | -------------------- |
| مارتينز مورينو 84' (ركلة.) | تقرير | غيريرو 20'، 23'، 74' |

| الأرجنتين                                                   | 0–0 (ب.و.إ.) | كولومبيا                                                              |
| ----------------------------------------------------------- | ------------ | --------------------------------------------------------------------- |
|                                                             | تقرير        |                                                                       |
| ركلات الترجيح                                               |              |                                                                       |
| ميسي · غاراي · إفير بانيغا · لافيتزي · بيليا · روخو · تيفيز | 5–4          | رودريغيز · فالكاو · كوادرادو · لويس مورييل · كاردونا · زونيغا · موريو |

| البرازيل                                                              | 1–1 (ب.و.إ.) | باراغواي                                                         |
| --------------------------------------------------------------------- | ------------ | ---------------------------------------------------------------- |
| روبينيو 15'                                                           | تقرير        | غونزاليز 72' (ركلة.)                                             |
| ركلات الترجيح                                                         |              |                                                                  |
| فرناندينيو · إفرتون ريبييرو · ميراندا · دوغلاس كوستا · فيليبه كوتينيو | 3–4          | أوزفالدو مارتينيز · ف. كاسيرس · بوباديلا · سانتا كروز · غونزاليز |

### نصف النهائي
| تشيلي           | 2–1   | بيرو             |
| --------------- | ----- | ---------------- |
| فارغاس 41'، 63' | تقرير | ميديل 60' (ه.ذ.) |

| الأرجنتين                                                             | 6–1   | باراغواي   |
| --------------------------------------------------------------------- | ----- | ---------- |
| روخو 15' · باستوري 27' · دي ماريا 47'، 53' · أغويرو 80' · هيغواين 83' | تقرير | باريوس 43' |

### مباراة المركز الثالث
| بيرو                   | 2–0   | باراغواي |
| ---------------------- | ----- | -------- |
| كاريو 48' · غيريرو 89' | تقرير |          |

### النهائي
| تشيلي                                                             | 0–0   | الأرجنتين                                   |
| ----------------------------------------------------------------- | ----- | ------------------------------------------- |
|                                                                   | تقرير |                                             |
| ركلات الترجيح                                                     |       |                                             |
| ماتياس فرنانديز · أرتورو فيدال · تشارلز أرانغويز · أليكسيس سانشيز | 4–1   | ليونيل ميسي · غونزالو هيغواين · إفير بانيغا |

## قائمة الهدافين
| الترتيب | اسم اللاعب        | ملعوب | رأسي | ر.حرة | ر.جزاء | مجموع الأهداف |
| ------- | ----------------- | ----- | ---- | ----- | ------ | ------------- |
| 1       | أرتورو فيدال      |       | 1    |       | 2      | 3             |
| 2       | سرخيو أغويرو      | 1     | 1    |       |        | 2             |
| 2       | تشارلز أرانغويز   | 2     |      |       |        | 2             |
| 2       | إدواردو فارغاس    | 1     | 1    |       |        | 2             |
| 2       | إينير فالنسيا     | 2     |      |       |        | 2             |
| 2       | ميلر بولانيوس     | 2     |      |       |        | 2             |
| 2       | راؤول خيمينيز     |       | 1    |       | 1      | 2             |
| 2       | فيسنت ماتياس فوسو | 2     |      |       |        | 2             |
| 2       | لوكاس باريوس      | 1     | 1    |       |        | 2             |

| \| الترتيب \| اسم اللاعب \| ملعوب \| رأسي \| ر.حرة \| ر.جزاء \| مجموع الأهداف \| \| ------- \| ----------------- \| ----- \| ---- \| ----- \| ------ \| ------------- \| \| 10 \| غونزالو هيغواين \| 1 \| \| \| \| 1 \| \| 10 \| ليونيل ميسي \| \| \| \| 1 \| 1 \| \| 10 \| مارسيلو مارتينز \| \| \| \| 1 \| 1 \| \| 10 \| مارتن سميدبيرغ \| 1 \| \| \| \| 1 \| \| 10 \| رونالد رالديس \| \| 1 \| \| \| 1 \| \| 10 \| دوغلاس كوستا \| 1 \| \| \| \| 1 \| \| 10 \| نيمار \| \| 1 \| \| \| 1 \| \| 10 \| روبيرتو فيرمينيو \| 1 \| \| \| \| 1 \| \| 10 \| تياغو سيلفا \| 1 \| \| \| \| 1 \| \| 10 \| أليكسيس سانشيز \| \| 1 \| \| \| 1 \| \| 10 \| غاري ميديل \| 1 \| \| \| \| 1 \| \| 10 \| خيسون موريو \| 1 \| \| \| \| 1 \| \| 10 \| إدغار بينيتيز \| 1 \| \| \| \| 1 \| \| 10 \| نيلسون فالديز \| 1 \| \| \| \| 1 \| \| 10 \| كريستيان كويفا \| 1 \| \| \| \| 1 \| \| 10 \| كلاوديو بيتزارو \| 1 \| \| \| \| 1 \| \| 10 \| كريستيان رودريغيز \| 1 \| \| \| \| 1 \| \| 10 \| خوسيه خيمينيز \| \| 1 \| \| \| 1 \| \| 10 \| سالومون روندون \| \| 1 \| \| \| 1 \| \| 10 \| ميكو \| \| 1 \| \| \| 1 \| |                   |       |      |       |        |               |
| الترتيب | اسم اللاعب        | ملعوب | رأسي | ر.حرة | ر.جزاء | مجموع الأهداف |
| 10 | غونزالو هيغواين   | 1     |      |       |        | 1             |
| 10 | ليونيل ميسي       |       |      |       | 1      | 1             |
| 10 | مارسيلو مارتينز   |       |      |       | 1      | 1             |
| 10 | مارتن سميدبيرغ    | 1     |      |       |        | 1             |
| 10 | رونالد رالديس     |       | 1    |       |        | 1             |
| 10 | دوغلاس كوستا      | 1     |      |       |        | 1             |
| 10 | نيمار             |       | 1    |       |        | 1             |
| 10 | روبيرتو فيرمينيو  | 1     |      |       |        | 1             |
| 10 | تياغو سيلفا       | 1     |      |       |        | 1             |
| 10 | أليكسيس سانشيز    |       | 1    |       |        | 1             |
| 10 | غاري ميديل        | 1     |      |       |        | 1             |
| 10 | خيسون موريو       | 1     |      |       |        | 1             |
| 10 | إدغار بينيتيز     | 1     |      |       |        | 1             |
| 10 | نيلسون فالديز     | 1     |      |       |        | 1             |
| 10 | كريستيان كويفا    | 1     |      |       |        | 1             |
| 10 | كلاوديو بيتزارو   | 1     |      |       |        | 1             |
| 10 | كريستيان رودريغيز | 1     |      |       |        | 1             |
| 10 | خوسيه خيمينيز     |       | 1    |       |        | 1             |
| 10 | سالومون روندون    |       | 1    |       |        | 1             |
| 10 | ميكو              |       | 1    |       |        | 1             |

| الترتيب | اسم اللاعب        | ملعوب | رأسي | ر.حرة | ر.جزاء | مجموع الأهداف |
| ------- | ----------------- | ----- | ---- | ----- | ------ | ------------- |
| 10      | غونزالو هيغواين   | 1     |      |       |        | 1             |
| 10      | ليونيل ميسي       |       |      |       | 1      | 1             |
| 10      | مارسيلو مارتينز   |       |      |       | 1      | 1             |
| 10      | مارتن سميدبيرغ    | 1     |      |       |        | 1             |
| 10      | رونالد رالديس     |       | 1    |       |        | 1             |
| 10      | دوغلاس كوستا      | 1     |      |       |        | 1             |
| 10      | نيمار             |       | 1    |       |        | 1             |
| 10      | روبيرتو فيرمينيو  | 1     |      |       |        | 1             |
| 10      | تياغو سيلفا       | 1     |      |       |        | 1             |
| 10      | أليكسيس سانشيز    |       | 1    |       |        | 1             |
| 10      | غاري ميديل        | 1     |      |       |        | 1             |
| 10      | خيسون موريو       | 1     |      |       |        | 1             |
| 10      | إدغار بينيتيز     | 1     |      |       |        | 1             |
| 10      | نيلسون فالديز     | 1     |      |       |        | 1             |
| 10      | كريستيان كويفا    | 1     |      |       |        | 1             |
| 10      | كلاوديو بيتزارو   | 1     |      |       |        | 1             |
| 10      | كريستيان رودريغيز | 1     |      |       |        | 1             |
| 10      | خوسيه خيمينيز     |       | 1    |       |        | 1             |
| 10      | سالومون روندون    |       | 1    |       |        | 1             |
| 10      | ميكو              |       | 1    |       |        | 1             |

مصدر: كونميبول

## حقوق البث
| المكان            | القناة الناقلة                           | توضيح |
| ----------------- | ---------------------------------------- | --- |
| جميع أنحاء العالم | إكس بوكس لايف، يوتيوب                    | بث مباشر لجميع مباريات كوبا أمريكا، ومحظور في بعض الدول. |
| الوطن العربي      | بي إن سبورت                              | تبث جميع المباريات بشكل مباشر على قنوات بي إن سبورت، بالإضافة إلى بثها على الإنترنت بموقع القناة للمشتركين فقط.                                                                                                |
| أمريكا اللاتينية  | DirecTV Sports، ESPN Latin America       | تبث دايراكت تي في (DirecTV) مباريات كوبا أمريكا 2015 بشكل مباشر. أما إي إس بي إن (ESPN) فتبث الملخصات. |
| الأرجنتين         | TyC Sports، TV Pública                   | جميع المباريات تبث مباشرة على تي واي سي سبورتس (TyC Sports). وبعض المباريات تبث مباشرة على تي في بوبليكا (TV Pública).                                                                                         |
| بوليفيا           | Bolivia TV ، Cotas Cable TV، Tigo Star   | سوف تبث بوليفيا تي في (Bolivia TV) مباريات منتخب بوليفيا فقط. كوتاس كابل تي في (Cotas Cable TV)، وتايغو ستار (Tigo Star) وقنوات أخرى، سوف تبث كل المباريات مباشرة بترخيص مسموح من حقوق سبورت تي في (Sport Tv). |
| البرازيل          | قناة غلوبو، SporTV، ESPN Brasil          | سوف تبث قناة غلوبو مباريات منتخب البرازيل فقط، بينما سبورت تي في (SporTV) وإي إس بي إن برازيل (ESPN Brasil) تبثان جميع المباريات.                                                                              |
| كندا              | بي إن سبورت كندا، سي بي سي، Radio-Canada | سيكون بث راديو كندا (Radio-Canada) على قناة راديو ون (Radio One). |
| تشيلي             | Canal 13، TVN                            | سيكون البث المباشر على كانال 13 (Canal 13) وقناة تشيلي الوطنية (TVN) لكل المباريات. |
| الصين             | CCTV                                     | جميع المباريات مباشرة على CCTV-5. |
| كولومبيا          | Caracol Televisión                       | البث المباشر على تلفاز كاراكول (Caracol Televisión) لجميع المباريات. |
| الإكوادور         | Gama TV، TC Televisión                   | بث جميع المباريات مباشرة على غاما تي في (Gama TV)، وتلفاز تي سي (TC Televisión). |
| فرنسا             | بي إن سبورت                              | بث جميع المباريات مباشر. |
| هندوراس           | R-Media، Canal 11                        | |
| إندونيسيا         | Kompas TV                                | |
| جامايكا           | CVM TV                                   | |
| اليابان           | NHK                                      | |
| كوسوفو            | RTK                                      | جميع المباريات مباشرة على تلفزيون راديو كوسوفو (RTK). |
| ماليزيا           | Media Prima                              | |
| المكسيك           | Televisa، TV Azteca                      | |
| باراغواي          | Tigo Sports، Telefuturo                  | بث مباشر لجميع المباريات على تيقو سبورتس (Tigo Sports)، وبث بعض المباريات مباشرة على تليفوفيوتشرو (Telefuturo).                                                                                                |
| بيرو              | América Televisión                       | بث مباشر لجميع المباريات. |
| فلبين             | ABS-CBN Corporation                      | |
| البرتغال          | TVI                                      | |
| تايلاند           | Channel 3                                | |
| الولايات المتحدة  | بي إن سبورت، Univision                   | تبث بي إن سبورت جميع المباريات باللغة الإنجليزية، أما يونيفيجن (Univision) تبثها باللغة الإسبانية. |
| أوروغواي          | Channel 10، Teledoce                     | |
| فنزويلا           | Venevisión، DirecTV Sports               | |
| فيتنام            | SCTV                                     | |
| الهند             | MSM                                      | |
| تايوان            | تلفزيون الصين                            | جميع المباريات تبث مباشرة على تلفزيون الصين (CTV). |
| سنغافورة          | StarHub TV                               | |
| صربيا             | Arena Sport                              | |
| البوسنة والهرسك   | Arena Sport                              | |
| الجبل الأسود      | Arena Sport                              | |
| مقدونيا           | Arena Sport                              | |
| كرواتيا           | Arenasport                               | |
| رومانيا           | Digi Sport                               | |
| المملكة المتحدة   | Premier Sports                           | تبث جميع المباريات بشكل مباشرة عن طريق سكاي (SKY)، وفيرجين (Virgin)، وتاك تاك (TalkTalk)، وأيضًا برمير بلاير (Premier Player).                                                                                  |

## التسويق

### التميمة
التميمة الرسمية للمسابقة هي عبارة عن حيوان يسمى ثعلب باتاغونيا الصغير، وتم كشف النقاب عنه بتاريخ 17 نوفمبر 2014. اسم التميمة الرسمي هو «زينتشا»، وتم اختياره من قبل الجماهير وتفضيله على الاسمين الآخرين «آندي»، و«كول».

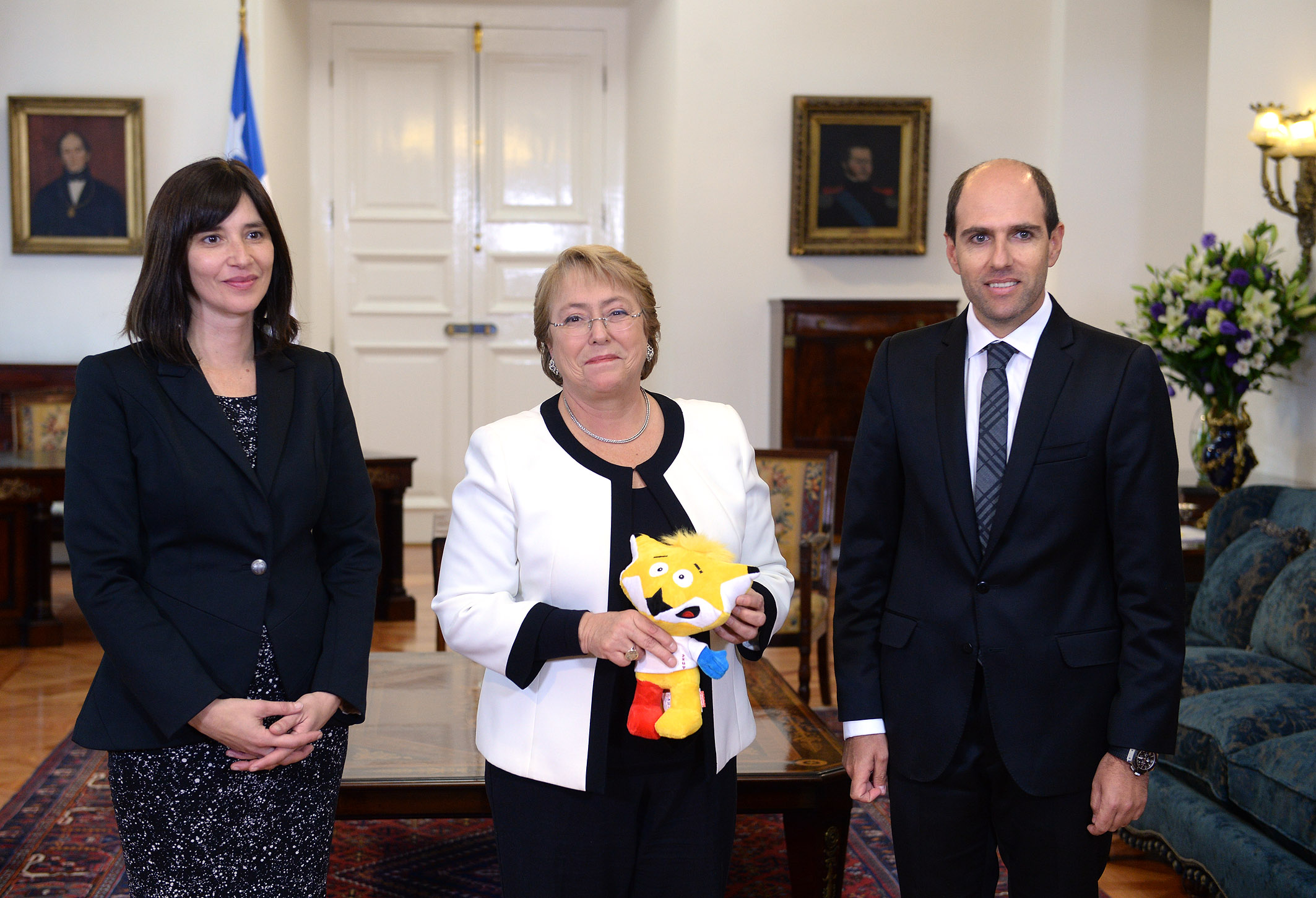
الرئيس ميشال باشيلي عند إعطائها دمية «زينتشا» كهدية.

### كرة المسابقة
تم كشف النقاب عن كرة المسابقة الرسمية بتاريخ 16 نوفمبر 2014 في الملعب الوطني. اسم الكرة الرسمي هو «كاتشانيا»، وهو مصطلح بالعامية التشيلية وتعني الخداع الناجح أو المراوغة أو الموهبة المميزة للسيطرة على الكرة، وحضر اللاعب التشيلي الدولي أرتورو فيدال خلال إطلاقها بشكل رسمي.
تمت صناعة الكرة من 12 قطعة قماشية مدبغة في نظام ثلاث طبقات وبداخلها بالون لدائني من المطاط الصناعي بحيث يجعلها تعوم بحرية، بالإضافة إلى إعطائها قدر أكبر من الحساسية والانفجار، أما غطائها الخارجي فهو عبارة عن لون أبيض مضاف له شرائح ذات ألوان حمراء وزرقاء وسوداء وصفراء، وهي مستوحاة من رموز وألوان العلم التشيلي.
بالإضافة إلى ذلك فهي تحمل شعار اتحاد أمريكا الجنوبية لكرة القدم والعلامة التجارية الرياضية لشركة نايكي.

### الأغاني الرسمية
أغنية «إلى جنوب العالم» من عمل مجموعة «لا نوتشي دي بروخاس» التشيلية وهي الأغنية الرسمية للمسابقة، وسوف يتم غناؤها خلال حفل الافتتاح المقرر بتاريخ 11 يونيو 2015. تبرز الأغنية 12 ثقافة مختلفة لفرق كرة القدم التي تشارك بهذه المسابقة.
بالإضافة إلى وجود أغاني أخرى سوف تكون إضافية بالمسابقة.

## روابط خارجية
- كوبا أمريكا تشيلي 2015 (الموقع الرسمي للبطولة) (بالإنجليزية)
- كوبا أمريكا 2015 (موقع كونميبول) (بالإنجليزية)